# Vladimir Sokoloff
Pour les articles homonymes, voir Sokoloff.
Vladimir Sokoloff est un acteur russo-américain, (de son nom entier Vladimir Aleksandrovitch Sokolov) (en russe : Владимир Александрович Соколов), né à Moscou (Russie) le 26 décembre 1889, mort d'une attaque cérébrale à West Hollywood (Californie, États-Unis) le 15 février 1962.

## Biographie
La carrière de Sokoloff est liée aux aléas géopolitiques.
Né dans famille juive russe, il fait ses classes avant guerre à Moscou, en particulier chez Constantin Stanislavski. Il travaille ensuite au Théâtre d'Art de Moscou puis au Théâtre Kamerny. Il se marie en 1922 avec la danseuse et chorégraphe Elizabeth Aleksanderoff, dite Liza Sokoloff. La révolution et l'avènement du bolchévisme les poussent à émigrer en 1923.
Installé dans un premier temps à Berlin à l'invitation de Max Reinhardt, il commence à y tourner quelques films, notamment deux sous la direction de G. W. Pabst : L'Opéra de Quat' sous et l'Atlantide au début des années 1930.
Il décide de s'établir à Paris en 1932 pour fuir la montée du nazisme. Il travaille alors comme professeur à l'École de l'Atelier de Charles Dullin, y met en scène et se produit sous sa direction dans plusieurs de ses productions notables : Les Oiseaux d'Aristophane en 1928, Le Médecin de son Honneur de Calderon en 1932, Richard III de Shakespeare en 1934, Le Faiseur de Balzac en 1935...
En 1937, face aux menaces de guerre en Europe, il émigre aux États-Unis.
C'est pourquoi Sokoloff apparaît, entre autres, dans le film allemand Adieux (Abschied, 1930) de Robert Siodmak — avant que ce dernier n'émigre lui-même aux États-Unis, via Paris — ou le film français Les Bas-fonds (1936) de Jean Renoir. Parmi les films américains dans lesquels il joue, signalons deux de ses rôles les plus marquants : le guide Anselmo dans Pour qui sonne le glas (For whom the Bell tolls, 1943) de Sam Wood et l'ancien du village dans Les Sept Mercenaires (The Magnificent Seven, 1960) de John Sturges.
Sa carrière au cinéma, commencée en 1926 à la fin du muet et achevée en 1962, illustre la grande tradition du second rôle, au sens où on le concevait dans le cinéma français des années 1930-1940.
Entre 1956 et 1962, Sokoloff apparaît également dans des séries à la télévision américaine, dont La Quatrième Dimension (The Twilight Zone) et Les Incorruptibles (The Untouchables).
Au théâtre, il se produit à l'Atelier à Paris et à Broadway, où il se produit sept fois entre 1927 et 1950.
Il est également professeur d'art dramatique à l'école Max Reinhardt à Hollywood à la fin de sa vie.

## Filmographie partielle

### Au cinéma
- 1929 : Danseuse de corde de Karl Grune
- 1930 : Aimé des dieux d'Hanns Schwarz
- 1930 : Adieux (Abschied) de Robert Siodmak
- 1931 : Die heilige Flamme de Berthold Viertel et William Dieterle
- 1931 : Kismet de William Dieterle
- 1931 : L'Opéra de quat'sous (Die Dreigroschenoper) de Georg Wilhelm Pabst
- 1932 : L'Atlantide de Georg Wilhelm Pabst
- 1933 : Dans les rues de Victor Trivas
- 1933 : Du haut en bas de Georg Wilhelm Pabst
- 1934 : Fürst Woronzeff d'Arthur Robison
- 1934 : Lac aux dames de Marc Allégret : le baron Dobbersberg
- 1935 : Napoléon d'Abel Gance (version révisée en 1934, sortie en 1935, Vladimir Sokoloff n'apparaissant pas dans la version originale de 1927)
- 1936 : Mayerling d'Anatole Litvak
- 1936 : Sous les yeux d'Occident, de Marc Allégret : le vice-recteur
- 1936 : Les Bas-fonds de Jean Renoir
- 1936 : Mister Flow de Robert Siodmak
- 1937 : À l'est de Shanghaï (West of Shanghai) de John Farrow
- 1937 : L'Île du diable (Alcatraz Island), de William C. McGann
- 1937 : La Vie d'Émile Zola (The Life of Emile Zola) de William Dieterle
- 1937 : Marie Walewska (Conquest) de Clarence Brown
- 1938 : Le Retour d'Arsène Lupin (Arsène Lupin Returns) de George Fitzmaurice
- 1938 : Le Mystérieux Docteur Clitterhouse (The Amazing Dr. Clitterhouse) d'Anatole Litvak
- 1938 : Les Gars du large (Spown of the North) d'Henry Hathaway
- 1938 : La Faute d'un père (Ride a Crooked Mile) d'Alfred E. Green
- 1939 : Juarez de William Dieterle
- 1939 : Les Fils de la Liberté (Sons of Liberty) (court-métrage) de Michael Curtiz (non crédité)
- 1939 : La Glorieuse Aventure (The Real Glory) d'Henry Hathaway
- 1940 : Camarade X (Comrade X) de King Vidor
- 1942 : Carrefours (Crossroads) de Jack Conway (non crédité)
- 1942 : En route vers le Maroc (Road to Morocco) de David Butler

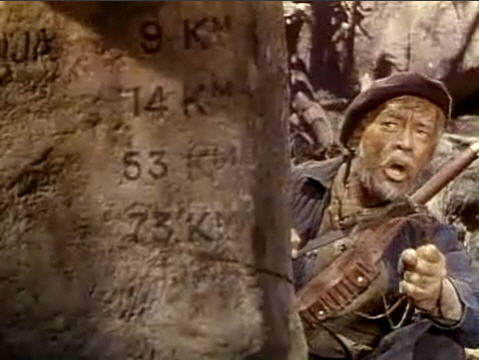
Vladimir Sokoloff dans Pour qui sonne le glas (1943)

- 1943 : Pour qui sonne le glas (For whom the Bell tolls) de Sam Wood
- 1943 : Mission à Moscou (Mission to Moscow) de Michael Curtiz
- 1943 : Pile ou face (Mr. Lucky) de H. C. Potter
- 1944 : Passage pour Marseille (Passage to Marseille) de Michael Curtiz
- 1944 : Les Conspirateurs (The Conspirators) de Jean Negulesco
- 1944 : Âmes russes (Song of Russia) de Gregory Ratoff et László Benedek
- 1945 : La Rue rouge (Scarlet Street) de Fritz Lang
- 1945 : Retour aux Philippines (Back to Bataan) d'Edward Dmytryk
- 1945 : Paris Underground de Gregory Ratoff
- 1945 : Scandale à la cour (A Royal Scandal) de Ernst Lubitsch et Otto Preminger
- 1946 : Scandale à Paris (A Scandal in Paris) de Douglas Sirk
- 1946 : Cape et Poignard (Cloak and Dagger) de Fritz Lang
- 1946 : Two Smart People de Jules Dassin
- 1950 : The Baron of Arizona de Samuel Fuller
- 1952 : Le Paradis des mauvais garçons (Macao) de Josef von Sternberg
- 1956 : La Cinquième Victime (While the City sleeps) de Fritz Lang
- 1957 : Istanbul de Joseph Pevney
- 1958 : Crépuscule sur l'océan (Twilight for the Gods) de Joseph Pevney
- 1960 : La Ruée vers l'Ouest (Cimarron) d'Anthony Mann
- 1960 : Les Sept Mercenaires (The Magnificent Seven) de John Sturges
- 1960 : Le Voyageur de l'espace (Beyond the Time Barrier) d'Edgar George Ulmer
- 1961 : Mr. Sardonicus de William Castle
- 1962 : Taras Bulba de J. Lee Thompson

### À la télévision (séries)
- 1958 : Alfred Hitchcock présente (Alfred Hitchcock presents), saison 3, épisode 22 The Return of the Hero
- 1959 : Peter Gunn, saison 2, épisode 3 Edge of the Knife de Boris Sagal
- 1959 : Johnny Staccato, saison 1, épisode 5 Nuit d'angoisse (The Nature of the Night) de Boris Sagal
- 1960-1961 : Première série Les Incorruptibles (The Untouchables), saison 2, épisode 11 Fille de gangster (The Tommy Karpeles Story, 1960) de Stuart Rosenberg ; saison 3, épisode 1 Le Dépanneur (The Troubleshooter, 1961) de Stuart Rosenberg
- 1961 : L'Homme à la carabine (The Riffleman), saison 4, épisode 1 The Vaqueros de Joseph H. Lewis
- 1961 : La Grande Caravane (Wagon Train), saison 4, épisode 38 The Don Alvaro Story de David Butler
- 1961 : Échec et mat (Checkmate), saison 2, épisode 6 Juan Moreno's Body de Tom Gries
- 1961-1962 : Série La Quatrième Dimension (The Twilight Zone), saison 2, épisode 12 Poussière (Dust, 1961) de Douglas Heyes ; saison 3, épisode 6 Le Miroir (The Mirror, 1961) de Don Medford et épisode 32 Le Cadeau (The Gift, 1962) d'Allen H. Miner

## Théâtre (sélection)
Pièces jouées à Broadway, sauf mention contraire
- 1927 : Jederman d'Hugo von Hofmannsthal, produite par Max Reinhardt et Gilbert Miller
- 1927-1928 : La Mort de Danton (Danton's Death - titre original : Dantons Tod) de Georg Büchner
- 1928 : Peripherie de (et mise en scène par) Max Reinhardt
- 1934 : Tessa, la nymphe au cœur fidèle de Jean Giraudoux, adaptation du roman éponyme de Margaret Kennedy et Basil Dean, avec Louis Jouvet (également metteur en scène), Madeleine Ozeray, Pierre Renoir (Théâtre de l'Athénée, Paris)
- 1938 : La Mort de Danton (Danton's Death)de Georg Büchner, reprise produite par Orson Welles et John Houseman, mise en scène par Orson Welles, avec Edgar Barrier, John Berry, Joseph Cotten, Ruth Ford, Arlene Francis, Martin Gabel, Erskine Sanford, Orson Welles
- 1942 : The Flowers of Virtue de (et mise en scène par) Marc Connelly, avec Isobel Elsom, Frank Craven, Thomas Gomez
- 1947-1948 : Crime et Châtiment (Crime and Punishment), d'après le roman éponyme de Fiodor Dostoïevski, adapté par Rodney Ackland (en), avec John Gielgud, Lillian Gish, Alexander Scourby
- 1949-1950 : La Folle de Chaillot (The Madwoman of Chaillot) de Jean Giraudoux, adaptée par Maurice Valency, avec John Carradine